# Ommatius suffusus
Ommatius suffusus là một loài ruồi trong họ Asilidae. Ommatius suffusus được Wulp miêu tả năm 1872.